# اضطراب النظم المحرض
اضطراب النَّظْم المُحرَّض  هو ظهور اضطراب نظم قلبي جديد أو زيادة في تكرار حدوث اضطراب نظم قلبي سابق. يعتبر كأثر جانبي عكسي لبعض الأدوية المضادة لاضطراب النظم، ويعتبر أيضا كأثر جانبي لبعض الأدوية التي تستخدم لعلاج أمراض مختلفة. بعبارة أخرى، هو قابلية الأدوية المضادة لاضطراب النظم في إحداث اضطراب نظم قلبي جديد.

## أنواع اضطرابات النظم المُحرَّض
تبعًا لتصنيف فاوجان وويليامز  للأدوية المضادة لاضطراب النظم، هناك ثلاثة أنواع رئيسة لاضطراب النظم المُحرَّض خلال علاج الرجفان الأذيني أو الرَفْرَفة الأُذَيْنية  باستخدام الأدوية المضادة لاضطرابات النظم:

### اضطراب النظم المُحرَّض البُطَيْني
- تورساد دي بوانت (من الفرنسية: Torsade de pointes) كنتيجة لاستعمال الفئة الأولى (أ) و الفئة الثالثة من الأدوية المضادة لاضطرابات النظم.
- تسارع القلب البطيني المستمر المتماثل كنتيجة لاستعمال الفئة الأولى (ج) من الأدوية المضادة لاضطرابات النظم.
- تسارع القلب البطيني المستمر متعدد الأشكال\ رجفان بطيني بدون متلازمة فترة QT الطويلة، كنتيجة لاستعمال الفئة الأولى (أ) والفئة الأولى (ج) والفئة الثالثة من الأدوية المضادة لاضطرابات النظم.

### اضطراب النظم المُحرَّض الأذيني
- تحوَل الرجفان الأذيني إلى رَفْرَفة أُذَيْنية كنتيجة لاستعمال الفئة الأولى (ج) أو الأميودارون من الأدوية المضادة لاضطرابات النظم.[2]
- ارتفاع عتبية إيقاف الرجفان البطيني (أي زيادة الطاقة اللازمة لإعادة نظم القلب إلى طبيعته) كنتيجة لاستعمال الفئة الأولى (ج) من الأدوية المضادة لاضطرابات النظم.[3]

### اضطراب فينظام التوصيل الكهربائي للقلبأو توليد الشحنات الكهربائية
- متلازمة العقدة الجيبية المريضة [4]،  وإحصار القلب كنتيجة لاستعمال أيّ من الأدوية المضادة لاضطرابات النظم.
- زيادة سرعة توصيل الشحنات الكهربائية عبر المسارات الإضافية لنظام التوصيل الكهربائي في القلب إثر استعمال دواء الديجوكسين[5]، فيراباميل بالوريد أو ديلِتيازيم.
- تسارع القلب البطيني خلال حدوث الرجفان الأذيني، نتيجة لاستعمال الفئة الأولى (أ) والفئة الأولى (ج) من الأدوية المضادة لاضطرابات النظم.

## عوامل تزيد من خطورة حدوث اضطراب النَّظْم المُحرَّض
- وجود أمراض قلبية كقصور انقباض البطين الأيسر.
- استعمال الفئة الأولى (ج) من الأدوية المضادة لاضطرابات النظم.
- العمر: يزداد خطر حدوث اضطراب النظم القلبي مع التقدم في العمر.
- الإناث: حيث أن الإناث أكثر عرضة لحدوث اضطراب النظم من الذكور.

## المؤشرات السريرية

### الفئة الأولى (أ) من الأدويةالمضادة لاضطرابات النظم
- لا تعتمد على مقدار الجرعة، تحدث عند المستويات الطبيعية للدواء.
- تتبع فترة الـ QT

### الفئة الأولى (ج) من الأدويةالمضادة لاضطرابات النظم
- قد يتم استثارتها بزيادة معدل ضربات القلب.
- اختبار إجهاد القلب.

### الفئة الثالثة من الأدويةالمضادة لاضطرابات النظم
- تعتمد على الجرعة
- تتبع بطء نبضات القلب و متلازمة فترة كبو تي الطويلة بشكل وثيق.